# Eggolsheim
Eggolsheim est une commune de Bavière (Allemagne), située dans l'arrondissement de Forchheim, dans le district de Haute-Franconie.

## Personnalités nées à Eggolsheim
- Cyprian Fröhlich OFM Cap (1853-1931), cofondateur de la Caritas